# Triacontaedro rômbico
O triacontaedro rômbico é um sólido de Catalan.
As suas faces são 30 losangos.
Tem 60 arestas e 32 vértices.
O poliedro dual do triacontaedro rômbico é o icosidodecaedro.